# Электронная книга (устройство)
Электро́нная кни́га (ри́дер, разг. «читалка»; англ. e-book reader, англ. digital book) — общее название группы узкоспециализированных компактных планшетных компьютерных устройств, предназначенных для отображения текста в электронном виде, например, электронных книг.
Основным отличием данной группы компьютерных устройств от КПК, смартфонов, планшетных ПК или субноутбуков является ограниченная функциональность, а также существенно большее время автономной работы. Последнее достигается за счет использования технологии «электронной бумаги». Дисплей, выполненный по этой технологии, отображает лишь несколько оттенков серого цвета, но при этом отражает свет (сам не светится) и потребляет энергию только для формирования изображения (перелистывания страницы).
Электронные книги относят к разновидности планшетных компьютеров. Их появление обусловлено развитием и специализацией планшетных компьютеров вообще. Некоторые современные устройства оборудованы сенсорным экраном и имеют расширенный набор функций, и позволяют не только читать, но и редактировать текст.

## История
В 1971 году Майкл Харт получил неограниченный доступ к машинному времени крупного компьютера Xerox Sigma V в университете штата Иллинойс. Пытаясь достойно применить этот ресурс, он создал первую электронную книгу — Декларацию независимости США, когда впечатал её текст в компьютер. Так путём создания электронных копий большего количества книг получил начало проект «Гутенберг».

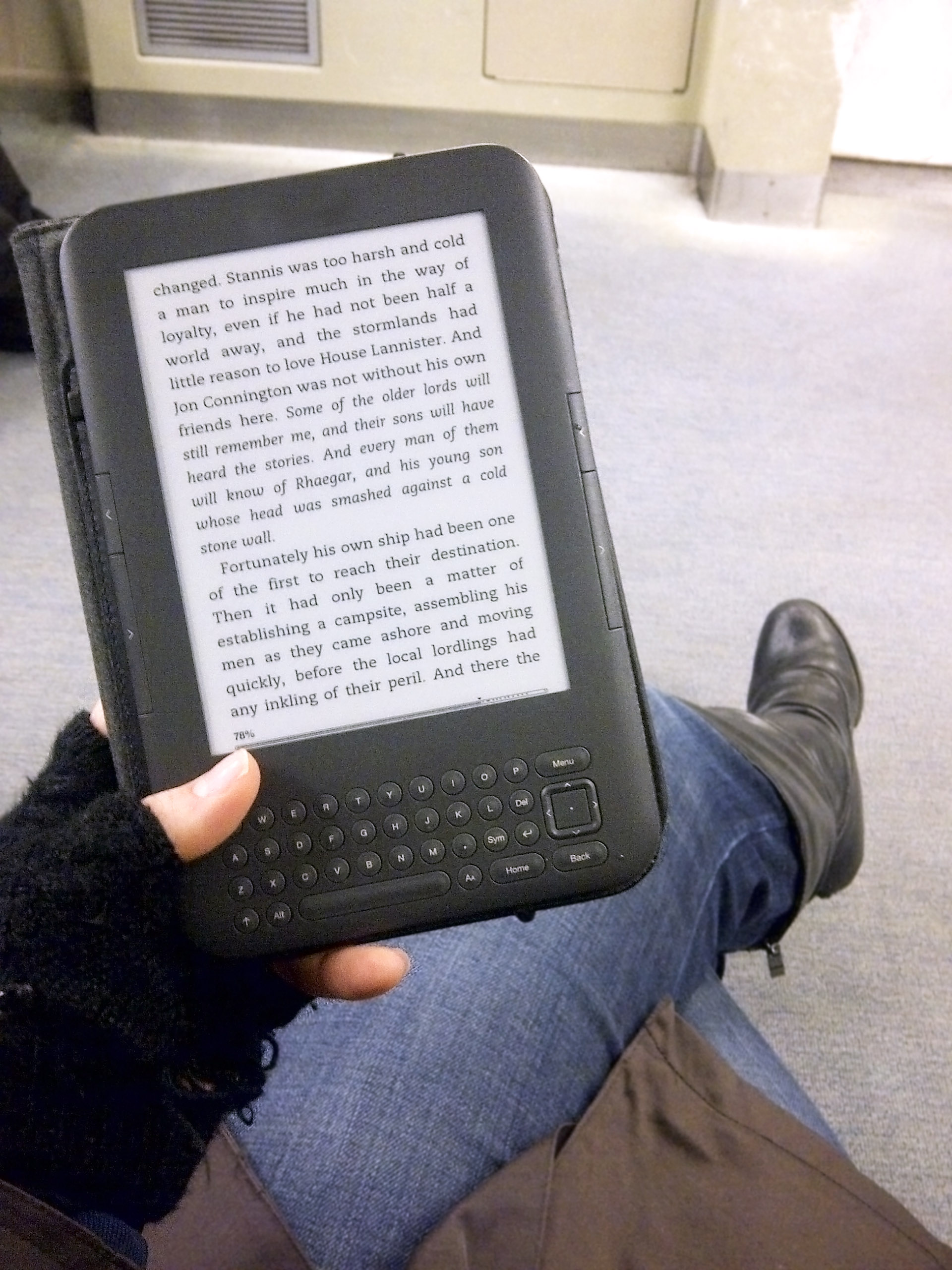

Первое узкоспециализированное устройство для чтения электронных документов было разработано японской компанией «Sony» — осенью 1991 года был представлен демонстрационный образец переносного устройства для чтения текстов с компакт-дисков (на один мини-компакт-диск для этого прибора можно было записать до пяти объёмных книг). Предполагалось, что это устройство может использоваться в качестве удобной замены справочных изданий (поэтому первыми записанными дисками были «Словарь современного японского языка», «Англо-японский словарь», «Японско-английский словарь», «Словарь иностранных слов», «Словарь китайских иероглифов», поваренная книга «500 рецептов» и медицинский справочник).
В 1996 году компания DEC из США представила планшетный компьютер DEC Lectrice (фр. lectrice — читатель) с монохромным сенсорным экраном и возможностью перьевого ввода информации — явившийся прообразом всех современных e-books. Несмотря на изначально поставленную задачу разработать узкоспециализированное устройство для чтения электронных документов, оно получилось слишком дорогим и не пошло в серийное производство.
Первыми массовыми электронными книгами были устройства с монохромными LCD-экранами, выпущенные практически одновременно в 1998 году компаниями NuvoMedia и Softbook Press. Впоследствии они были модифицированы, появились устройства с полноцветными экранами и расширенной функциональностью. Несмотря на весьма удачное техническое исполнение первых моделей (аналоги продолжали выпускаться до 2006 года), устройства не получили широкого распространения. То же можно сказать и об изделиях других компаний, варьирующихся от «чистых» электронных книг до КПК-подобных Hiebook и Franklin eBookMan.
Появившиеся позже электронные книги на основе холестерических жидкокристаллических экранов (ChLCD), несмотря на значительное повышение разрешения и времени автономной работы, оказались мало востребованными в связи с длительной прорисовкой экрана и отсутствием подсветки.
С 2007 года рынок электронных книг переживает подъём в связи с появлением экранов с технологией электронной бумаги. Это заметно как по росту числа производителей, так и по увеличению списка моделей. В настоящее время под «электронной книгой» чаще всего понимается устройство именно с экраном, выполненным по технологии электронных чернил (e-ink, электронная бумага).

## Аппаратная архитектура
Как правило, современные электронные книги строятся на энергоэффективных процессорах архитектуры ARM.
Для данной категории устройств используются процессоры, специально проектировавшиеся для смартфонов и мобильных интернет-устройств (MID). Процессоры для электронных книг выпускают следующие компании: Qualcomm, Broadcom, Freescale, Samsung, TI, Marvell, VIA, Nvidia.

## Программная часть
В устройствах обычно используются разновидности операционных систем семейства Linux, с переработанным интерфейсом пользователя, ограничивающим возможности использования устройства целенаправленно для чтения электронных книг.
В современных устройствах функции, доступные пользователю, постепенно расширяются и, кроме чтения книг, программное обеспечение позволяет: просматривать фотоальбомы, прослушивать музыку и даже играть в простейшие компьютерные игры.
В описании некоторых устройств Sony Reader указано, что в качестве внутренней операционной системы используется ОС MontaVista Linux Professional Edition.
Во многих современных моделях таких брендов, как Sony, ONYX, используется ОС Google Android, что позволяет использовать на устройстве сторонние программы.

## Сравнение с бумажными книгами
Преимущества

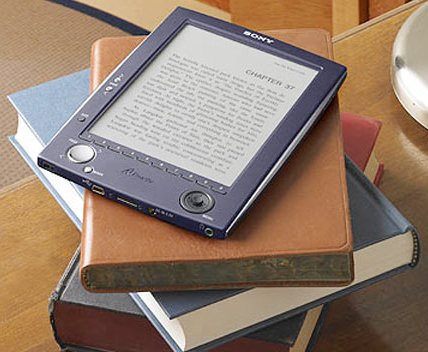

- Компактность и портативность. В одном устройстве могут храниться сотни и тысячи книг. Кроме того, устройство обычно меньше и легче бумажной книги.
- Настройки изображения. По желанию пользователя можно изменять начертание и размер шрифта, и формат вывода (в одну колонку или в две, в книжной или альбомной ориентации). Возможность менять размер шрифта позволяет читать книги людям, неспособным читать бумажные книги, шрифт которых для них слишком мелок.
- Дополнительные возможности. В устройстве могут быть реализованы поиск по тексту, переходы по гиперссылкам, отображение временных пометок и примечаний, электронные закладки, словари. Встроенные программы — синтезаторы речи позволяют озвучивать тексты. Электронная книга может отображать не только текст, но и анимированные картинки, мультимедийные клипы, а также проигрывать аудиокниги.
- Стоимость текста. Многие тексты в электронном виде бесплатны или дешевле, чем в бумажном.
- Доступность. При наличии подключения к Интернету тексты в любое время доступны для скачивания с соответствующих сайтов (электронных библиотек).
- Экологичность. Для чтения текстов в электронной книге не нужна бумага, для производства которой вырубаются леса.
- Безопасность для астматиков, аллергиков, чувствительных к домашней и бумажной пыли.

Недостатки
- Более низкая скорость чтения (в среднем на 10 %[5]).
- Как любые электронные приборы, устройства для чтения электронных книг гораздо чувствительнее к физическому повреждению, чем бумажные книги.
- Устройства для чтения электронных книг требуют периодической подзарядки встроенных аккумуляторов (батарей).
- Часть издателей выпускают электронную версию книги с задержкой. Часть книг вовсе официально не публикуется в виде электронной версии.
- Высокая начальная стоимость (хотя этот показатель и стремительно падает).
- В части моделей[уточнить] используется DRM, накладывающая ограничения, в том числе и на добросовестное использование. Так, применение DRM приводит к ситуации, когда любую книгу на любом устройстве прочитать нельзя[6]. Одним из ярких примеров было дистанционное удаление легально купленных книг с устройств пользователей[7].

## Применение в образовании
Современные устройства для чтения применяются также и в образовании.
Многие страны занимаются созданием электронного контента для школы. Например, в Австралии система обучения с использованием электронного устройства находится на стадии формирования, а в Южной Корее идет обучение учителей работе с электронными пособиями. В России впервые электронные учебники были внедрены в школах в качестве эксперимента Минобрнауки России в 2011 году. Устройства разных производителей были протестированы в 38 школах 9 регионов России. По итогам эксперимента некоторые СМИ написали о готовности профильного института министерства продолжить работы по внедрению электронных учебников. Также весной 2013 года в 75 школах был проведен эксперимент длительностью в 60 дней, на основании которого учителя смогли сделать вывод о положительной динамике использования электронных учебников в образовательном процессе.
Однако было отмечено, что проект нуждается в доработке.
До 2015 года было проведено ещё несколько стадий тестирования, по результатам которых, согласно принятому закону, с 1 января 2015 года все российские школы обязаны перейти на те учебники, для которых будет выпущена электронная версия.
Преимущества использования электронных книг в образовании
- управление учебным процессом за счет взаимодействия мобильных устройств учащихся и учителя
- организация индивидуальной поддержки каждого ученика на основании информации о результатах его продвижения по учебному материалу
- организация сетевого взаимодействия участников для формирования навыков учебного сотрудничества, коммуникативной компетентности

Недостатки использования электронных книг в образовании
- устройства для чтения электронных учебников гораздо чувствительнее к физическому повреждению, чем бумажные учебники
- устройства для чтения электронных учебников требуют периодической подзарядки встроенных аккумуляторов (батарей)
- высокая начальная стоимость (по сравнению с бумажным носителем)